# Emily Flake
Emily S. Flake (née le 16 juin 1977) est une dessinatrice humoristique américaine. Son travail a paru dans The New Yorker, The New York Times, Time et de nombreuses autres publications. Sa bande dessinée hebdomadaire Lulu Eightball paraît dans de nombreux magazines alternatifs depuis 2002. 

## Vie privée
Flake est née à Manchester, Connecticut. Elle vit maintenant à Brooklyn, New York. 

## Prix et récompenses
En 2007, Flake a remporté un Prism Award pour son livre These Things Ain't Gonna Smoke Themselves[réf. nécessaire]. 

## Œuvre
- Lulu Eightball (Atomic Book Company, 2006)
- These Things Ain't Gonna Smoke Themselves: A Love/Hate/Love/Hate/Love Letter to a Very Bad Habit (Bloomsbury, 2007)
- Lulu Eightball Volume 2 (Atomic Book Company, 2009)
- Mama Tried: Dispatches from the Seamy Underbelly of Modern Parenting (Grand Central Publishing, 2015)

### Traduction française
- Elles ne vont pas se fumer toutes seules (Çà et là, 2008)  (ISBN 978-2916207247)